# Bindalseidet
Bindalseidet – wieś w Norwegii, w gminie Bindal w okręgu Nordland.

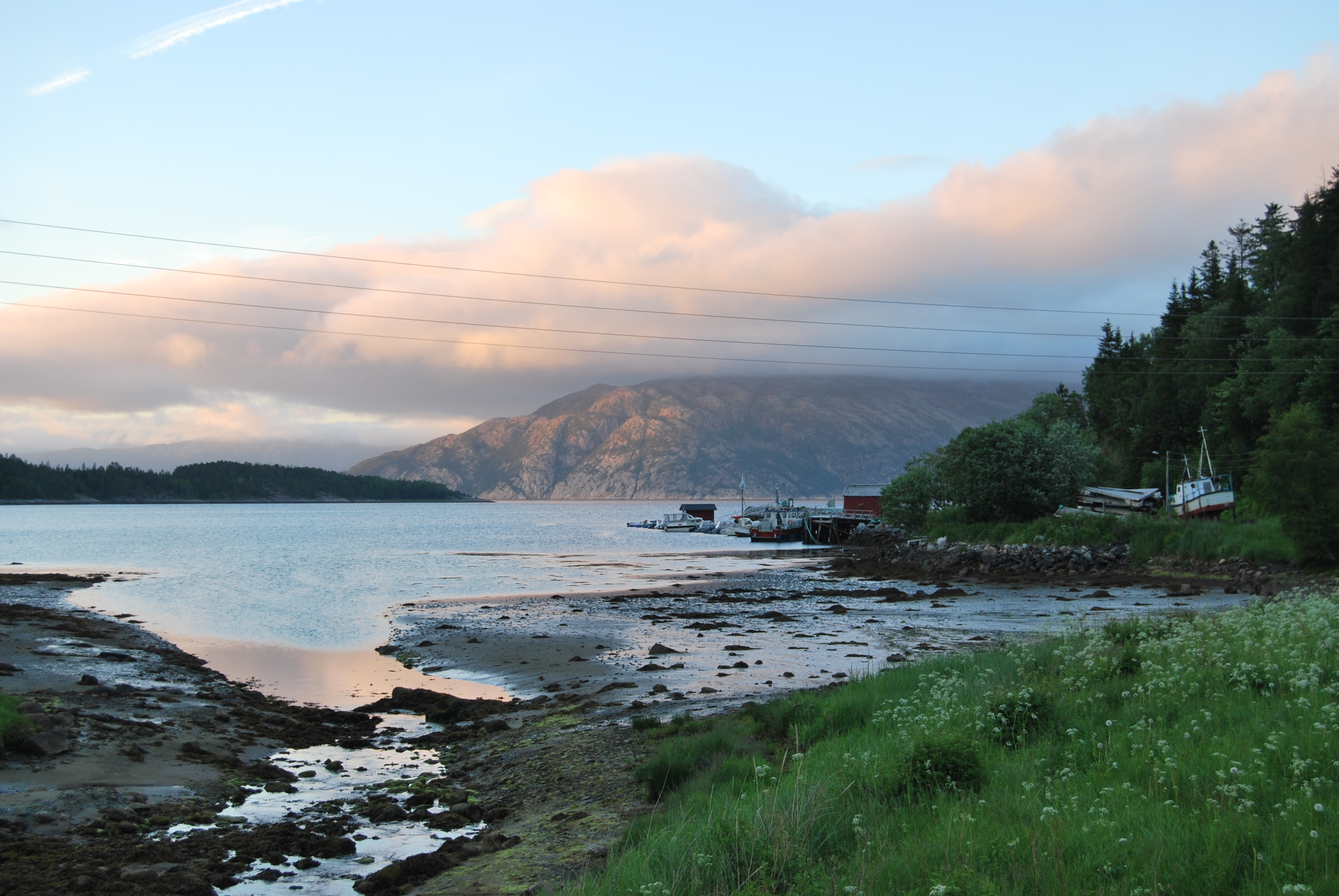
Bindalseidet
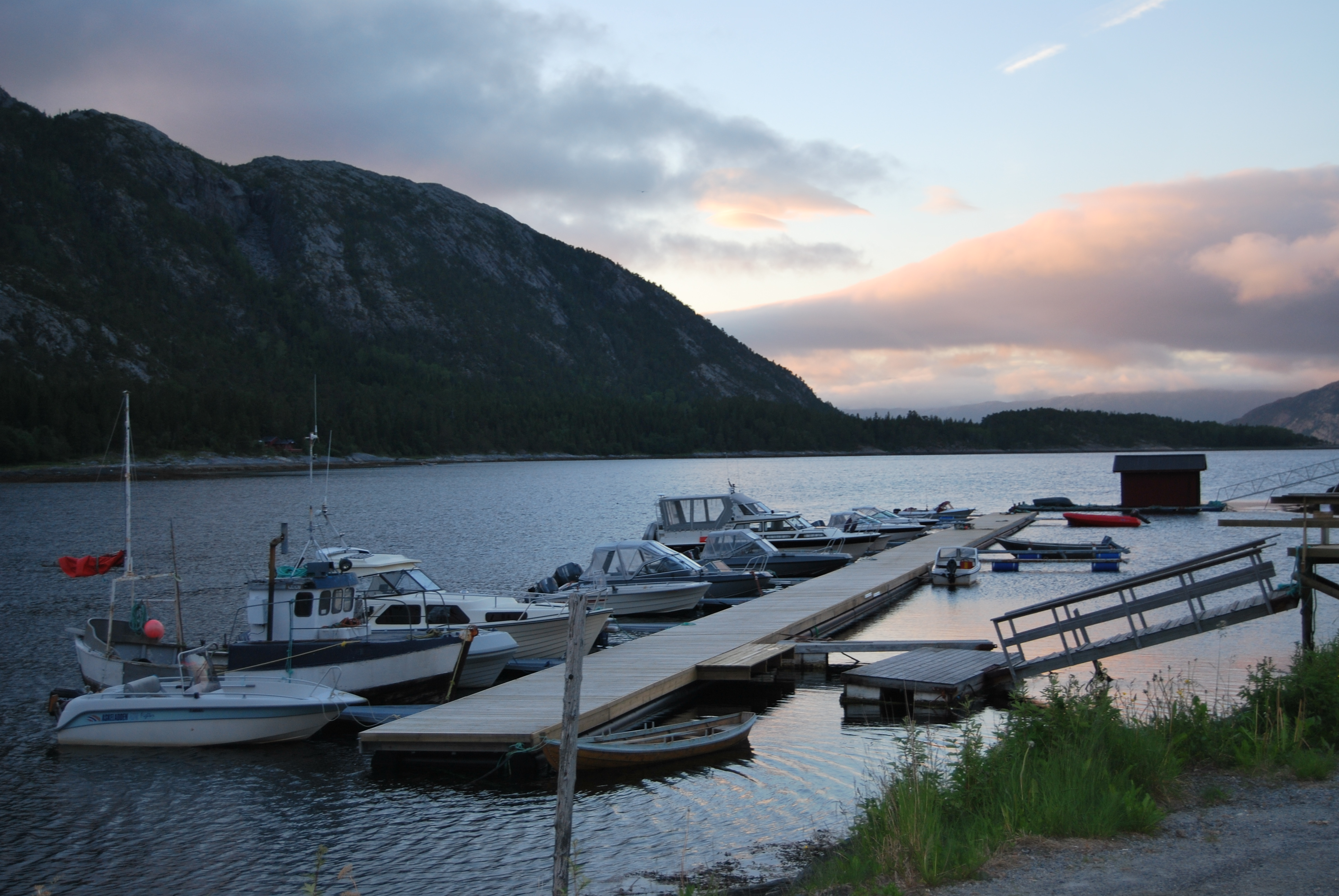
Bindalseidet